# Zoe Lofgren
Susan Ellen Lofgren (ur. 21 grudnia 1947 w San Mateo) – amerykańska polityczka, członkini Partii Demokratycznej.

## Działalność polityczna
W okresie od 3 stycznia 1995 do 3 stycznia 2013 przez dziewięć kadencji była przedstawicielką 16. okręgu, a od 3 stycznia 2013 jest przedstawicielką 19. okręgu wyborczego w stanie Kalifornia w Izbie Reprezentantów Stanów Zjednoczonych.